# Adolf VIII av Holstein

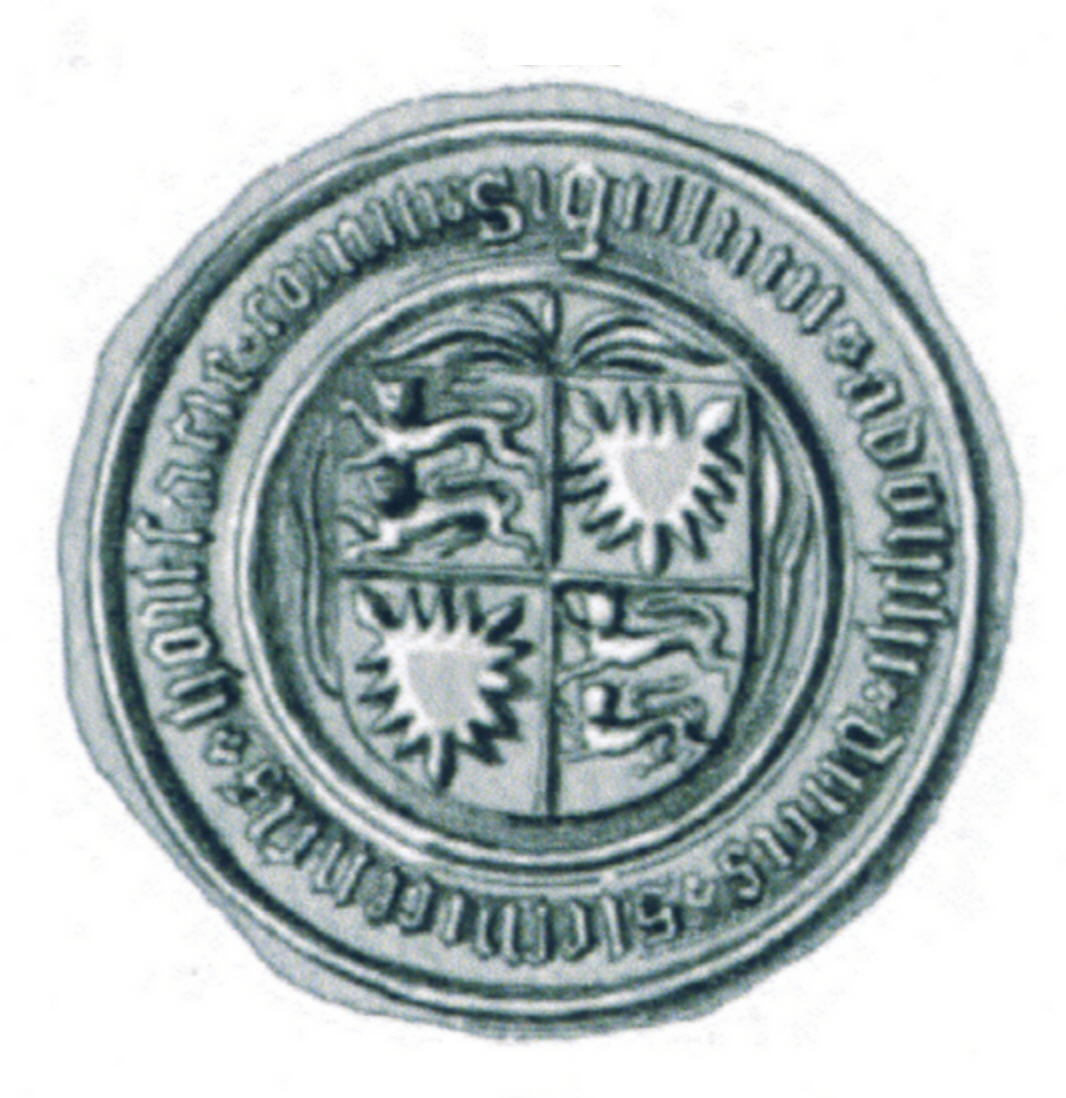
Adolf VIII:s sigill.

Adolf VIII av Holstein, tillika hertig Adolf I av Schleswig, av samtiden kallad Alef och Alv, född 1401, död 4 december 1459 på Segebergs slott i Holstein, begravd i St Laurentius kyrka i Itzehoe, var regerande greve av Holstein och hertig av Slesvig 1427–1459. Han var son till Gerhard VI av Holstein (stupad 1404) och Katharina Elisabeth av Braunschweig-Lüneburg (död 1417/1422).

## Biografi
Adolf sändes efter faderns död i Ditmarsken 1404 till borggreven av Nürnberg, den blivande kurfurst Fredrik av Brandenburg. Då Adolf enligt dansk rätt blivit myndig kallades han hem till Holstein av sin farbror greve Henrik, vilken 1419 gav den unge Adolf slotten Rendsburg och Segeberg att förfoga över. Det faktum att greve Henrik gav Adolf dessa betydelsefulla slott visar att han tycks ha föredragit denne framför den i Danmark uppfostrade äldre brodern till Adolf, hertig Henrik.
Efter greve Henriks död 1421 fick Adolf överta styret av hela grevskapet Holstein medan hertig Henrik fortsatte kampen om Sønderjylland. Yngste brodern Gerhard hölls tillsvidare utanför regeringen. Alla tre bröderna kallade sig dock för hertigar av Schleswig (Slesvig) och grevar av Holstein (Holsten) eftersom de menade att deras släkt hade arvsrätt till såväl det danska hertigdömet som det tyska grevskapet.
Då hertig Henrik stupade vid belägringen av Flensburg 1427 trädde Adolf i spetsen för den långvariga kampen mot nordiske unionskung Erik av Pommern. Hansestäderna hade nu emellertid öppet tagit parti för holsteinarna, och unionskungens sak i Sønderjylland var uppgiven. Vid vapenstilleståndet i Vordingborg 1435 kunde därför Adolf säkra allt vad han underkastat sig; nämligen hela Sønderjylland (undantaget Haderslev med närmast liggande härader, och Ribe med biskopsstolens gods vid Trøjborg och Møgeltønder) samt Als och öarna i Västerhavet (så när som på ett par små).
Strax efter vapenstilleståndet 1435 blev missnöjet med unionskung Erik så stort att planer formades för att driva honom ur riket. Adolf deltog jämte danska stormän i denna sammansvärjning, och vid en överenskommelse i Lübeck 1439 enades man om att inkalla Kristofer av Bayern, vilken då skulle förpliktigas med att förläna Adolf hertigdömet Schleswig. Denna förläning utfördes också följande år, och därtill kom nu Haderslev och Ærø som hörande till Adolfs hertigdöme, medan Ribe liksom tidigare förblev under Kronan.
Efter yngste brodern Gerhards död 1433 var Adolf den ende återstående manlige medlemmen av gamle greve Gert "den stores" släkt. Således förenade han hela Holstein, så när som på en obetydlig sträcka utmed Elbe (Pinneberg). Adolfs eftermäle är gott – han utmärkte sig i sin långa fredliga regering som en kraftfull och förståndig furste. 1448 erbjöd honom riksrådet till och med den danska kronan, detta för att kunna vinna tillbaka Schleswig som ju var Adolfs erkända ärftliga förläning. Adolf avslog anbudet och hänvisade till sin systerson Kristian, greve av Oldenburg. Kristian fick dock lova Adolf att ej förena hertigdömet med kungariket och sålunda åtskilja Schleswig och Holstein. När så Kristian uppstigit på tronen som kung Kristian I av Danmark lät han sig 1460, efter Adolfs död, av riddarskapet väljas till härskare i båda länderna.
Adolf var gift två gånger; först med Mathilda av Anhalt (död tidigast 1430) och därefter senast 5 mars 1435 med Margaretha av Honstein (död 1496). Med Margaretha hade Adolf en son som dock dog ung.
Den 4 december 1459 avled Adolf på Segebergs slott, och han jordfästes hos sina förfäder i Itzehoe. Med honom utdog huset Schauenburgs hertigar.